# Torre de Jaume I

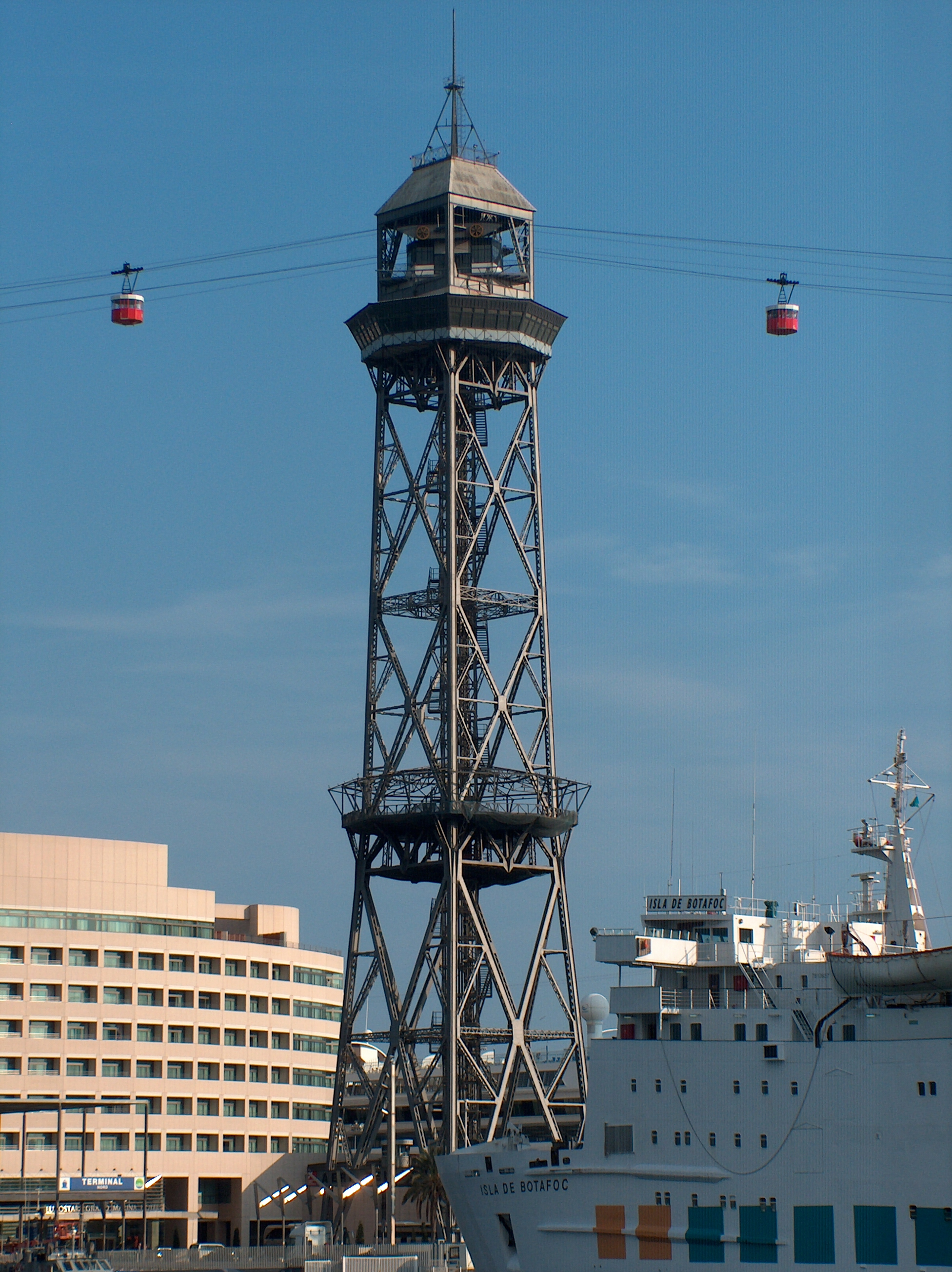
Torre de Jaume I em Barcelona.

A Torre de Jaume I é uma torre em ferro, que serve de sustentação do teleférico que liga o porto de Barcelona ao Castelo existente em Montjuïc.
A torre tem uma altura de 107 m e foi construída em 1931.